# Crematogaster impressa
Crematogaster impressa — вид мурашок підродини мирміцин (Myrmicinae).

## Поширення
Вид поширений в Субсахарській Африці. Мешкає у саванах та відкритих лісах.

## Опис
Мурашка завдовжки 3-3,9 мм. Забарвлення чорне з легким коричневим відтінком, вусики руді.

## Підвиди
- Crematogaster impressa brazzai
- Crematogaster impressa impressa
- Crematogaster impressa maynei
- Crematogaster impressa sapora